# Charnas
Charnas est une commune française, située dans le département de l'Ardèche en région Auvergne-Rhône-Alpes.

## Géographie

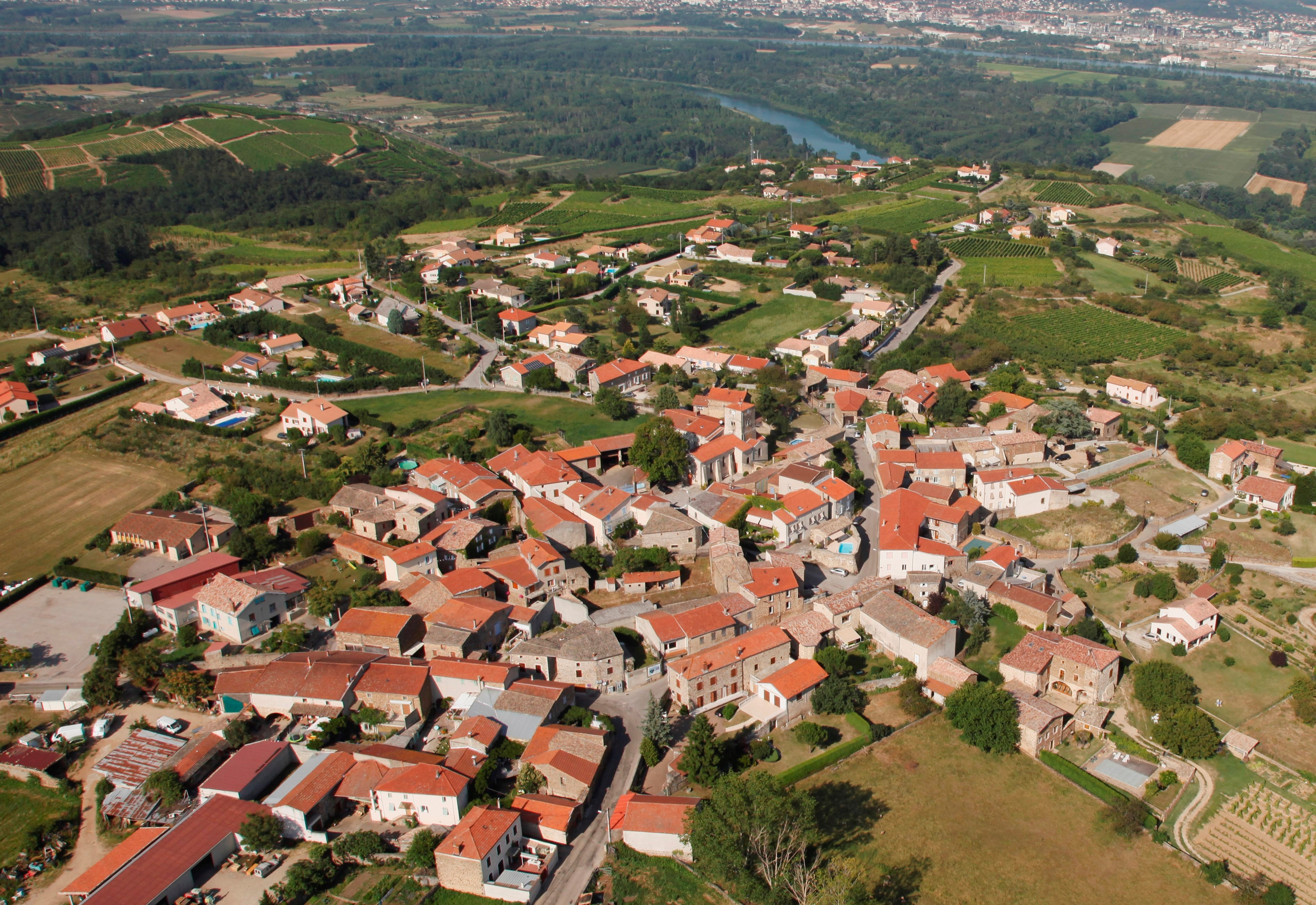
Sur le rebord du plateau nord-ardéchois.

### Situation et description
La commune de Charnas s'étend sur une surface relativement modeste de 5,39 km2 sur le rebord du plateau nord ardéchois qui domine le Rhône. À l'est, son territoire est situé entre les deux ruisseaux, de Montrond au nord et de Marlet au sud. C'est dans cette partie que le village s'est peu à peu étendu. Au nord-ouest, le reste de la commune occupe le plateau, en culture et hameaux, jusqu'au ruisseau du Limony et à la limite du département de l'Ardèche avec celui de la Loire.

### Climat
Pour des articles plus généraux, voir Climat d'Auvergne-Rhône-Alpes et Climat de l'Ardèche.
En 2010, le climat de la commune est de type climat océanique altéré, selon une étude du CNRS s'appuyant sur une série de données couvrant la période 1971-2000. En 2020, Météo-France publie une typologie des climats de la France métropolitaine dans laquelle la commune est dans une zone de transition entre le climat semi-continental et le climat de montagne et est dans une zone de transition entre les régions climatiques « Moyenne vallée du Rhône » et « Sud-est du Massif Central ».
Pour la période 1971-2000, la température annuelle moyenne est de 11,8 °C, avec une amplitude thermique annuelle de 17,7 °C. Le cumul annuel moyen de précipitations est de 831 mm, avec 8,4 jours de précipitations en janvier et 6,1 jours en juillet. Pour la période 1991-2020, la température moyenne annuelle observée sur la station météorologique de Météo-France la plus proche, sur la commune de Sablons à 3 km à vol d'oiseau, est de 13,3 °C et le cumul annuel moyen de précipitations est de 805,2 mm,. Pour l'avenir, les paramètres climatiques de la commune estimés pour 2050 selon différents scénarios d'émission de gaz à effet de serre sont consultables sur un site dédié publié par Météo-France en novembre 2022.

### Voies de communication et transport
Le territoire communal est traversé par la route départementale 271 (RD271).

## Urbanisme

### Typologie
Au 1er janvier 2024, Charnas est catégorisée commune rurale à habitat dispersé, selon la nouvelle grille communale de densité à 7 niveaux définie par l'Insee en 2022.
Elle est située hors unité urbaine. Par ailleurs la commune fait partie de l'aire d'attraction de Roussillon, dont elle est une commune de la couronne,. Cette aire, qui regroupe 27 communes, est catégorisée dans les aires de 50 000 à moins de 200 000 habitants,.

### Occupation des sols

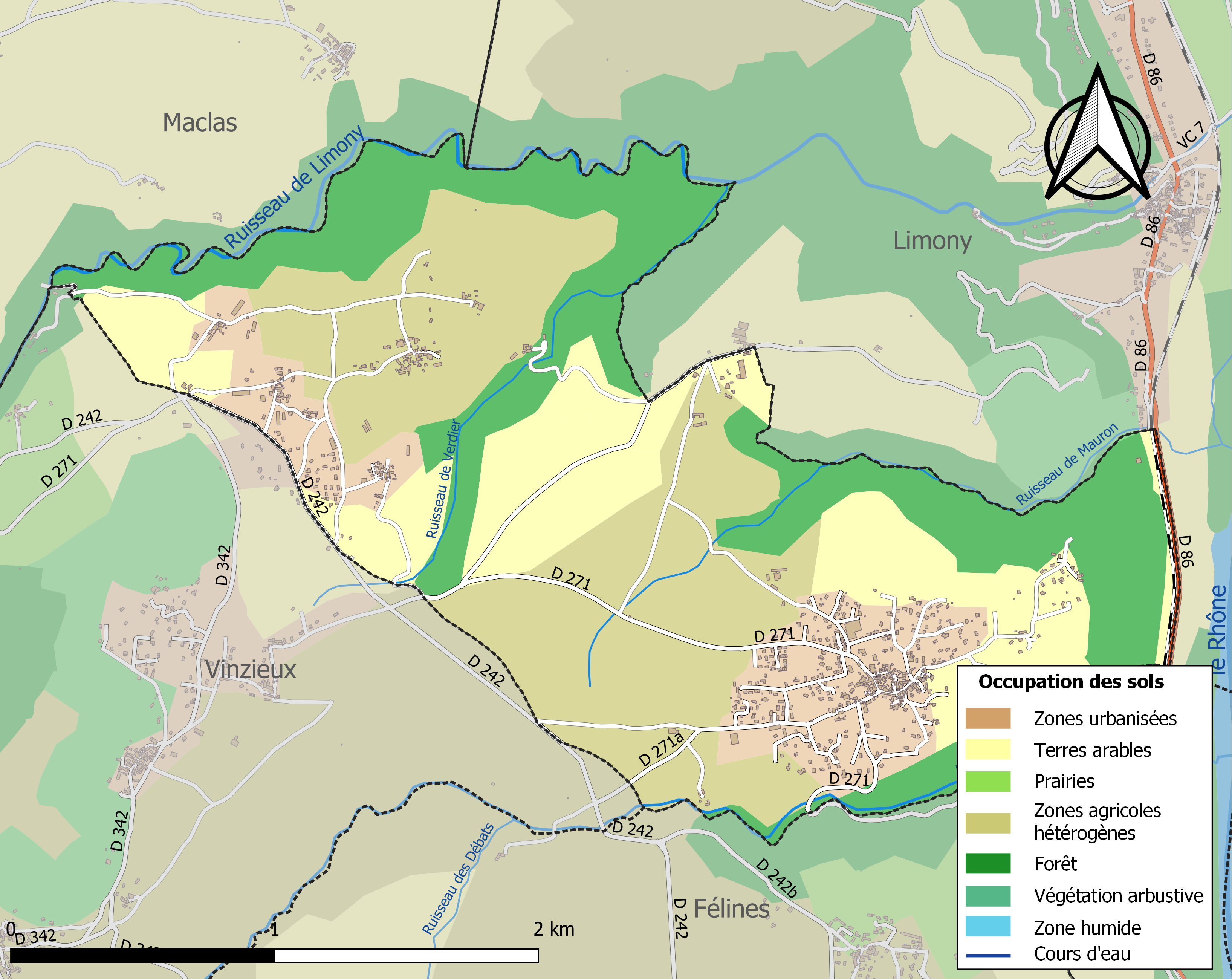
Carte des infrastructures et de l'occupation des sols de la commune en 2018 (CLC).

L'occupation des sols de la commune, telle qu'elle ressort de la base de données européenne d’occupation biophysique des sols Corine Land Cover (CLC), est marquée par l'importance des territoires agricoles (58 % en 2018), en diminution par rapport à 1990 (66,4 %). La répartition détaillée en 2018 est la suivante : 
zones agricoles hétérogènes (34,9 %), forêts (28 %), cultures permanentes (23 %), zones urbanisées (14 %).
L'évolution de l’occupation des sols de la commune et de ses infrastructures peut être observée sur les différentes représentations cartographiques du territoire : la carte de Cassini (XVIIIe siècle), la carte d'état-major (1820-1866) et les cartes ou photos aériennes de l'IGN pour la période actuelle (1950 à aujourd'hui).

## Histoire
On peut supposer que le plateau de Charnas a été cultivé et occupé avant ou pendant l'Antiquité. Mais il n'en a pas été retrouvé de traces.
Les premières preuves historiques d'un habitat concernent le château et l'église. Les premiers personnages cités par l'histoire appartiennent à la famille de Fontanes, et étaient les seigneurs du château de Cheymé au XIVe siècle. Ce bâtiment se trouve au nord de la commune actuelle. Installé au centre d'un important territoire agricole, il a pris au fil des âges l'apparence d'une jolie ferme fortifiée.
Le nom de ces seigneurs est aussi lié à une chapelle Notre Dame au village. Girard de Fontanes y a été enterré en 1543. Cette chapelle aurait été peu à peu agrandie en église vers 1761 par les religieux du prieuré local.
L'activité agricole a longtemps été basée sur de la polyculture qui permettait l'autonomie alimentaire. Mais elle s'est progressivement spécialisée. Au XIXe siècle, la viticulture était déjà bien répandue, dans une commune peuplée de 500 habitants. Mais la crise du phylloxéra et de l'agriculture en général a ramené la population à moins de 300 habitants vers 1920.
Ce n'est qu'à partir de 1980 que la commune s'est repeuplée rapidement grâce à la construction de maisons individuelles. Elle a dépassé en 2015 les 900 habitants. La plupart de ces habitants travaillent dans la Vallée du Rhône et mettent généralement un certain temps avant de s'intégrer au reste de la population.
La réputation traditionnelle de Charnas reste attachée au vin, avec une production de qualité assurée par huit éleveurs producteurs. La commune compte aussi sept producteurs de fruits.
Au niveau sportif, la commune se distingue par un important club de volley-ball.

### Administration municipale

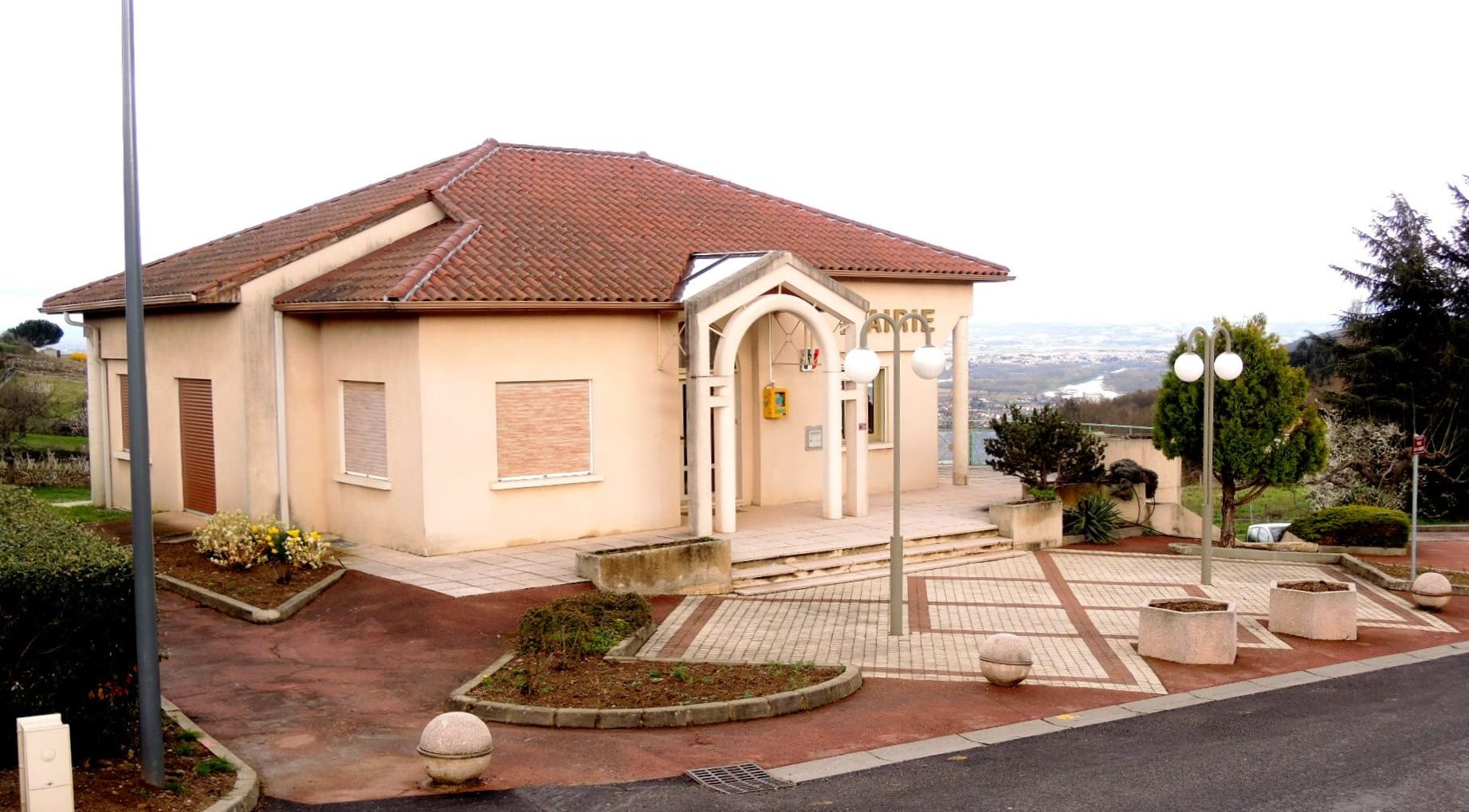
La mairie, au départ de la route de Serrières.

## Politique et administration

### Liste des maires
| Période                                  | Période                   | Identité       | Étiquette | Qualité                    |
| ---------------------------------------- | ------------------------- | -------------- | --------- | -------------------------- |
| Les données manquantes sont à compléter. |                           |                |           |                            |
| juin 1995                                | 2014                      | Michel Cellard |           |                            |
| 2014                                     | En cours (au 6 août 2020) | Yves Fraysse,  | SE        | Administrateur de sociétés |

## Population et société

### Démographie
L'évolution du nombre d'habitants est connue à travers les recensements de la population effectués dans la commune depuis 1793. Pour les communes de moins de 10 000 habitants, une enquête de recensement portant sur toute la population est réalisée tous les cinq ans, les populations de référence des années intermédiaires étant quant à elles estimées par interpolation ou extrapolation. Pour la commune, le premier recensement exhaustif entrant dans le cadre du nouveau dispositif a été réalisé en 2005.

En 2022, la commune comptait 918 habitants, en évolution de −0,22 % par rapport à 2016 (Ardèche : +2,48 %, France hors Mayotte : +2,11 %).
| 1793 | 1800 | 1806 | 1821 | 1831 | 1836 | 1841 | 1846 | 1851 |
| ---- | ---- | ---- | ---- | ---- | ---- | ---- | ---- | ---- |
| 473  | 496  | 532  | 540  | 523  | 538  | 534  | 543  | 544  |

| 1856 | 1861 | 1866 | 1872 | 1876 | 1881 | 1886 | 1891 | 1896 |
| ---- | ---- | ---- | ---- | ---- | ---- | ---- | ---- | ---- |
| 562  | 582  | 556  | 508  | 510  | 485  | 496  | 466  | 465  |

| 1901 | 1906 | 1911 | 1921 | 1926 | 1931 | 1936 | 1946 | 1954 |
| ---- | ---- | ---- | ---- | ---- | ---- | ---- | ---- | ---- |
| 398  | 383  | 363  | 315  | 287  | 297  | 298  | 285  | 281  |

| 1962 | 1968 | 1975 | 1982 | 1990 | 1999 | 2005 | 2006 | 2010 |
| ---- | ---- | ---- | ---- | ---- | ---- | ---- | ---- | ---- |
| 273  | 264  | 280  | 297  | 369  | 511  | 659  | 671  | 779  |

| 2015 | 2020 | 2022 | - | - | - | - | - | - |
| ---- | ---- | ---- | - | - | - | - | - | - |
| 909  | 904  | 918  | - | - | - | - | - | - |

### Enseignement
La commune est rattachée à l'académie de Grenoble. L'école publique présente cinq classes, comptant 120 élèves en 2015.

### Manifestations culturelles et festivités

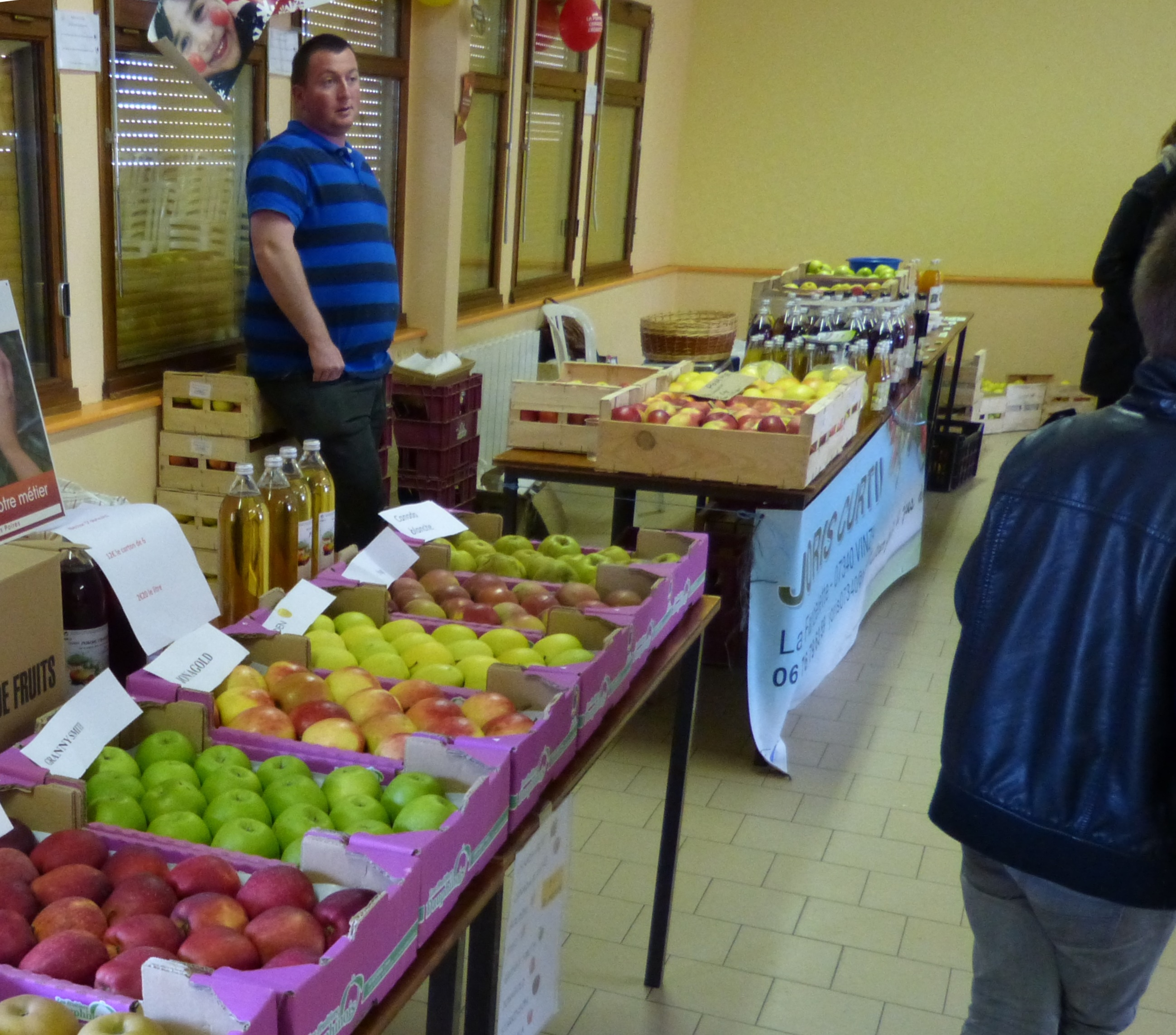
La fête de la Pomme, en janvier.

- Janvier : fête de la Pomme (organisée par la société Saint-Vincent).
- Fin janvier : fête de la Saint-Vincent.
- 1er mai : tournoi de volley-ball.
- Fin juillet : fête des vins (société Saint-Vincent).
- Début décembre : fête des illuminations[1].

### Associations
En 2015, la commune comptait une dizaine d'associations et recensait une trentaine d'événements dans l'année.
Liste des associations : 
- ACCA, retraités UNRPA, Sou des Écoles, confrérie de Saint-Vincent, association des jeunes AJC, batterie fanfare, théâtre amateur La Charnaude, Bibliothèque, volley-ball FRJEP, Les Vieux Volants Ardéchois, Le Fil Do Ré, AFR Félines Vinzieux Charnas, ADMR Peaugres Félines Charnas[21].

#### La confrérie Saint-Vincent

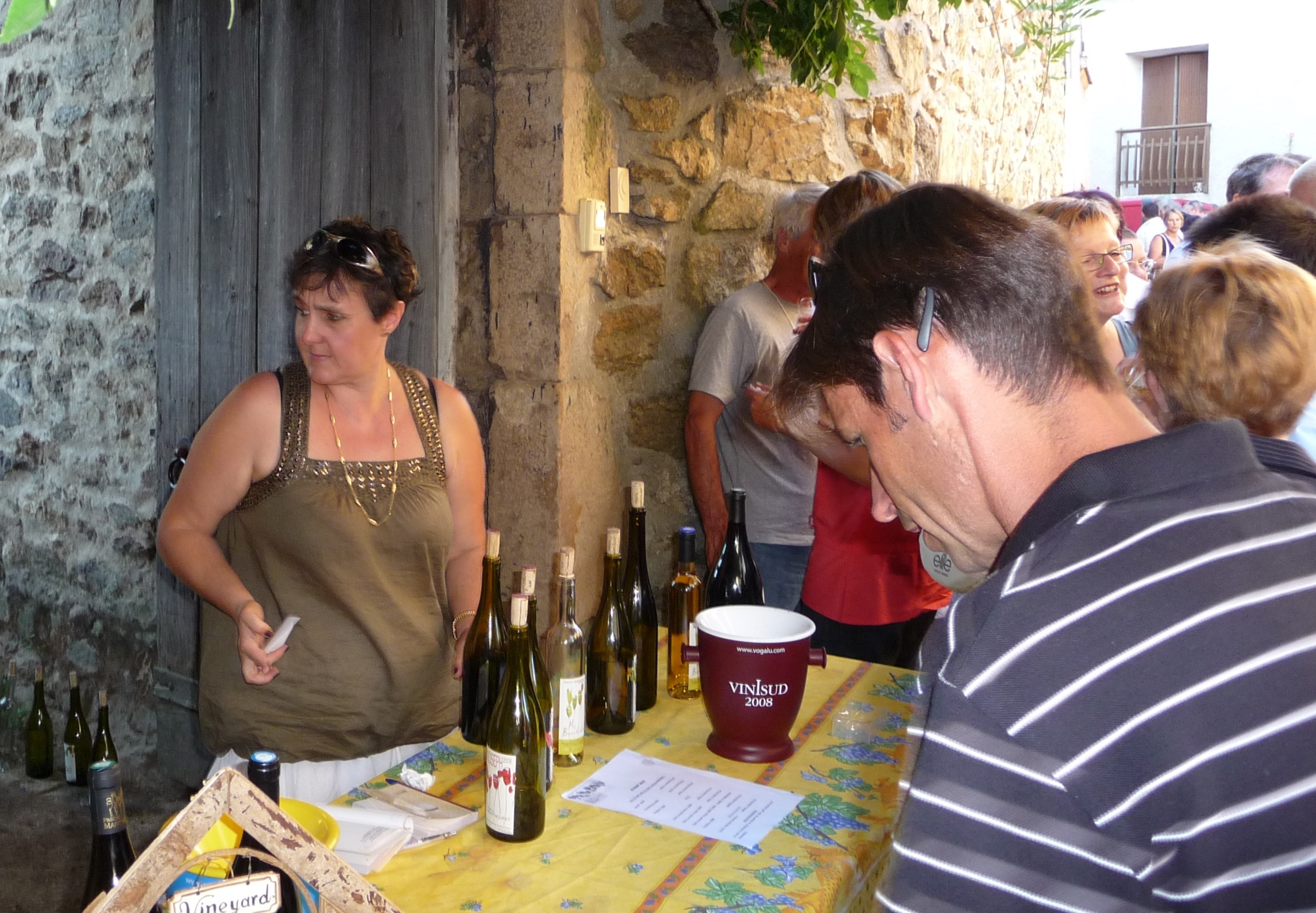
Une fête du Vin bien fréquentée fin juillet.

Elle a été créée en 1878, comme association d'entraide entre viticulteurs, dont le patron est saint Vincent. Cet esprit d'entraide fonctionne toujours aujourd'hui en cas de besoin. Les membres ont pris aussi l'habitude de prendre en charge les funérailles de leurs confrères ou des membres de leur famille, entre l'église et le cimetière. Peu à peu, la confrérie a été ouverte à d'autres habitants de la commune et elle rassemble aujourd'hui 88 membres, exclusivement masculins.
Son année est ponctuée de trois temps forts : la Saint-Vincent est fêtée le dimanche qui suit le 22 janvier, avec un casse croûte qui suit l'assemblée générale annuelle. Fin juillet, la fête du Vin permet aux vignerons locaux de présenter leurs produits dans le village. Un grand repas et une animation de soirée concluent la journée. Depuis quelques années, la confrérie organise fin janvier une fête de la Pomme.
Les Vieux Volants Ardéchois

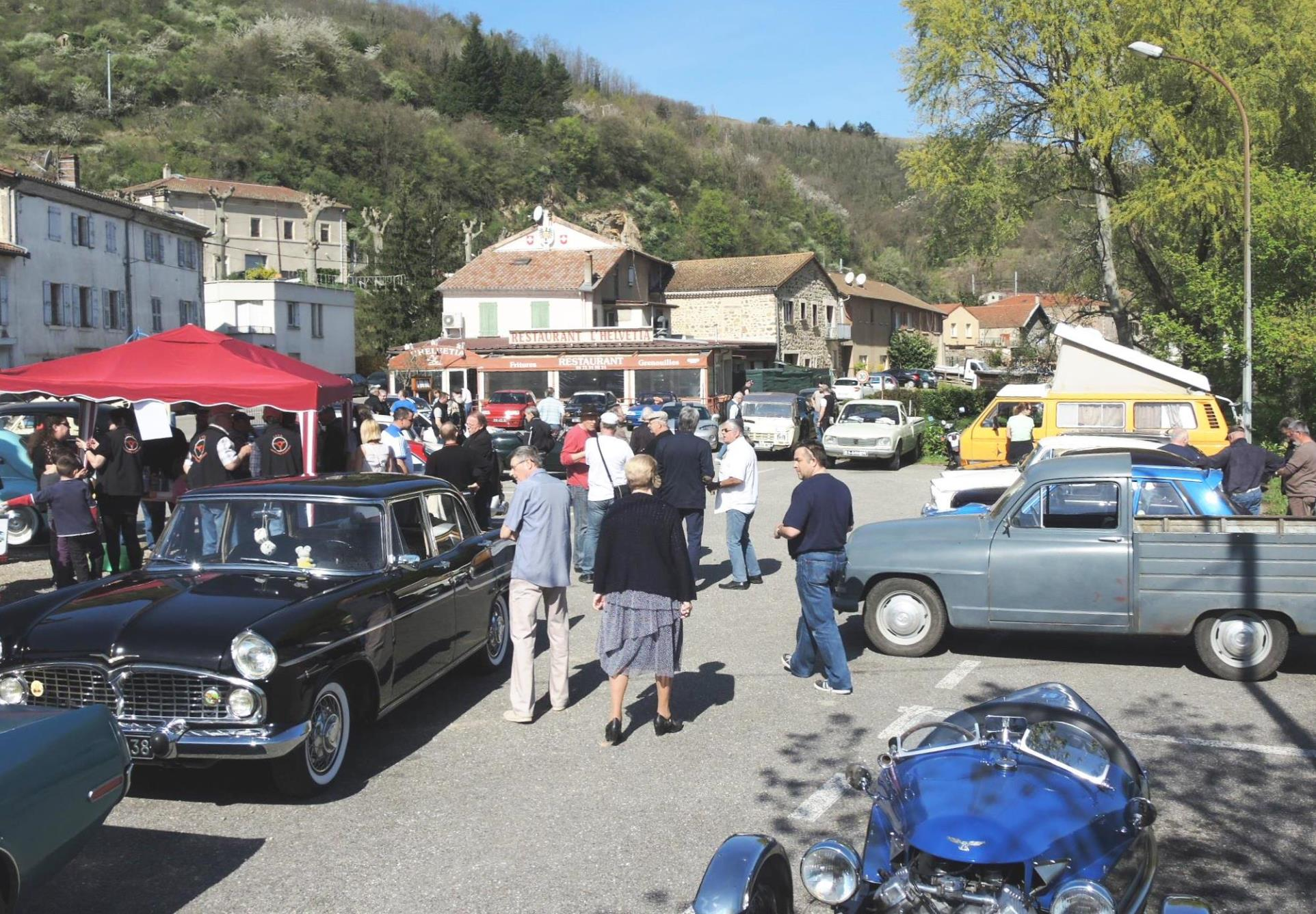
L'auto rencard mensuel des Vieux Volants Ardéchois, à Serrières.

Le club a été fondé en 2007 sur Limony. Il a ensuite déplacé son siège social à Charnas au bar multiservices de Mam'zelle Agnès. C'est à Charnas qu'il organise, depuis 2009, son grand rassemblement annuel de véhicules anciens un dimanche de fin avril. Par contre, c'est dans la vallée, à Serrières, qu'il tient chaque 2e dimanche de mois un auto-rencard bien fréquenté, sur le parking du restaurant L'Helvetia, à la sortie nord du village. Les membres du club, qui étaient 14 en 2015, se rassemblent aussi pour des sorties pendant l'année. Leur président Alain François est le récupérateur de Brossainc « Alain Récup ». Son métier lui a permis de remettre en état quantité de véhicules. Il en possède maintenant plus d'une trentaine, des années 1950 à nos jours.
Les spectacles du Fil Do Ré
Cette association originale de création artistique associe mode et spectacle. Mode d'abord avec la création chaque fois de quantité de costumes originaux autour de la créatrice de mode Rachel Magnard (Les Toiles d'MR). Mais le spectacle créé chaque année rajoute scénographie, musique, chant, danse, autour notamment de Nelly Magnard. Les deux sœurs ont créé cette association en 1998 à la suite d'un spectacle monté pour la Fête des Vins. Elle rassemble une trentaine de volontaires et d'amateurs, qui seront modèles, actrices, musiciens, habilleuses ou techniciens. Les spectacles ont été donnés dans des lieux divers. En 2015, le show « Lune ou Lautre » a été représenté au Cirque Imagine de Lyon devant 400 spectateurs avec 20 artistes sur scène et 15 musiciens.

### Sports: le volley-ball

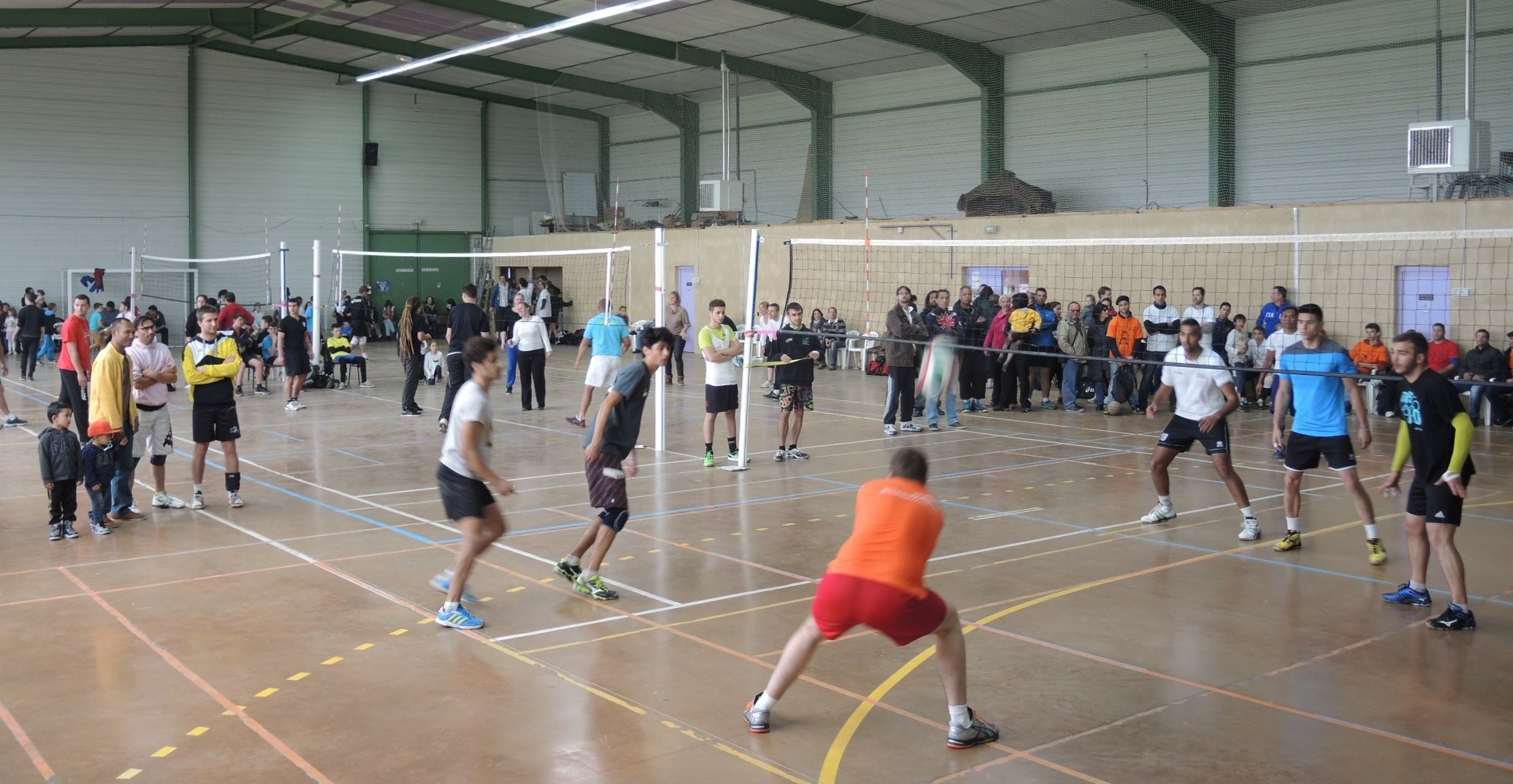
Un club de niveau national.

Au niveau sportif, Charnas a la particularité de posséder un important club de volley-ball. Il a été créé dans les années 1970 par l'instituteur local, qui a monté une première équipe. D'autres pratiquants l'ont ensuite rejoint et la cour de l'école publique a permis aux écoliers et écolières de s'intéresser à ce sport. Vers 1988, le club a souhaité monter en division supérieure, mais un gymnase était nécessaire dans ce championnat. C'est finalement un mécène local qui en a financé la construction, et qui en a légué la propriété au club. Ce cadeau est cependant aussi une servitude, mais des conventions avec la mairie allègent le budget d'entretien.
En 2015, le club rassemblait autour de 120 licenciés de tous âges, garçons et filles. L'équipe senior féminine a joué pendant une dizaine d'années en Nationale 3 (5e niveau national). En 2015, ce sont les garçons qui ont atteint la Nationale 3. Charnas est la seule équipe ardéchoise à jouer à ce niveau. Une ambiance très dynamique règne dans ce club original. Un des moments forts de l'année est le tournoi du 1er mai qui rassemble une cinquantaine d'équipes, soit près de 300 pratiquants régionaux.

### Médias
Deux journaux sont distribués dans les réseaux de presse desservant la commune de Charnas :
- L'Hebdo de l'Ardèche est un journal hebdomadaire français basé à Valence. Il couvre l'actualité de tout le département de l'Ardèche.
- Le Dauphiné libéré est un journal quotidien de la presse écrite française régionale distribué dans la plupart des départements de l'ancienne région Rhône-Alpes, notamment l'Ardèche. La commune est située dans la zone d'édition d'Annonay.

### Cultes
L'église (propriété de la commune) et la communauté catholique de Charnas sont rattachées à la paroisse Sainte Croix du Rhône. le presbytère est situé sur territoire de la commune et dépend du diocèse de Viviers.

## Économie

### Entreprises et commerces
La municipalité a mis en gérance un local pour commerce multiservices. Le salon de coiffure créé aussi par la commune a par contre été racheté par son exploitante.

### Agriculture

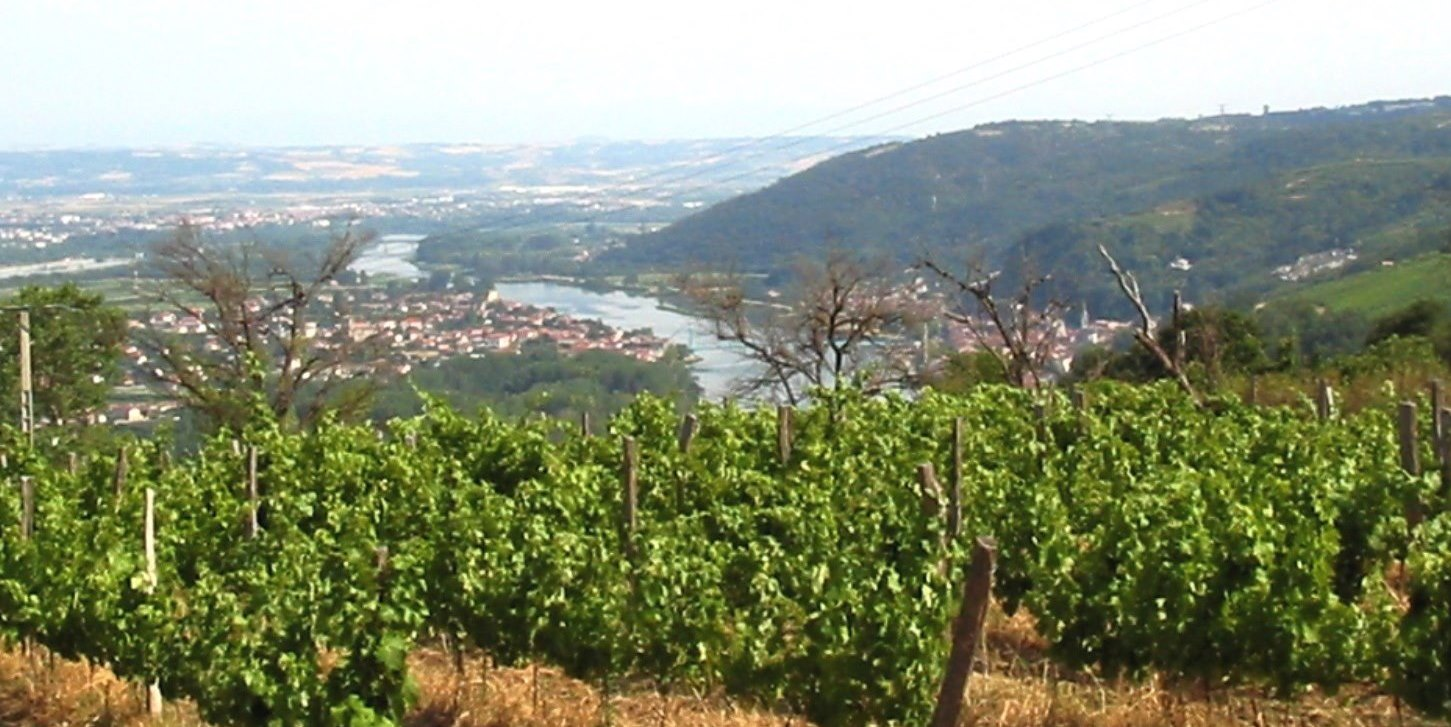
Les vignes de Charnas, au-dessus de la Vallée du Rhône. Au loin, vers le sud, Sablons et Serrières.

L'activité agricole a longtemps été basée sur de la polyculture qui permettait l'autonomie alimentaire. Mais elle s'est progressivement spécialisée autour de deux activités principales : la viticulture et l'arboriculture. La culture de la vigne était déjà bien répandue au XIXe siècle, et a réussi à survivre à la crise du phylloxéra. Les vignerons se sont regroupés dans la confrérie de Saint-Vincent. On comptait en 2015 sur la commune huit éleveurs producteurs. 30 hectares de vignoble sont classés en appellation Viognier et Saint-Joseph. Quelques-uns livrent leur production à la cave de Saint-Désirat. Les autres commercialisent eux-mêmes ou au « Cavo des Vignerons de Valérius » ouvert à Serrières.
La production fruitière, avec sept producteurs, offre essentiellement des pommes et un peu de pêches, de cerises et d'abricots.
La commune compte maintenant aussi un éleveur de moutons et certains habitants élèvent volontiers des chevaux.

## Culture locale et patrimoine

### Lieux et monuments

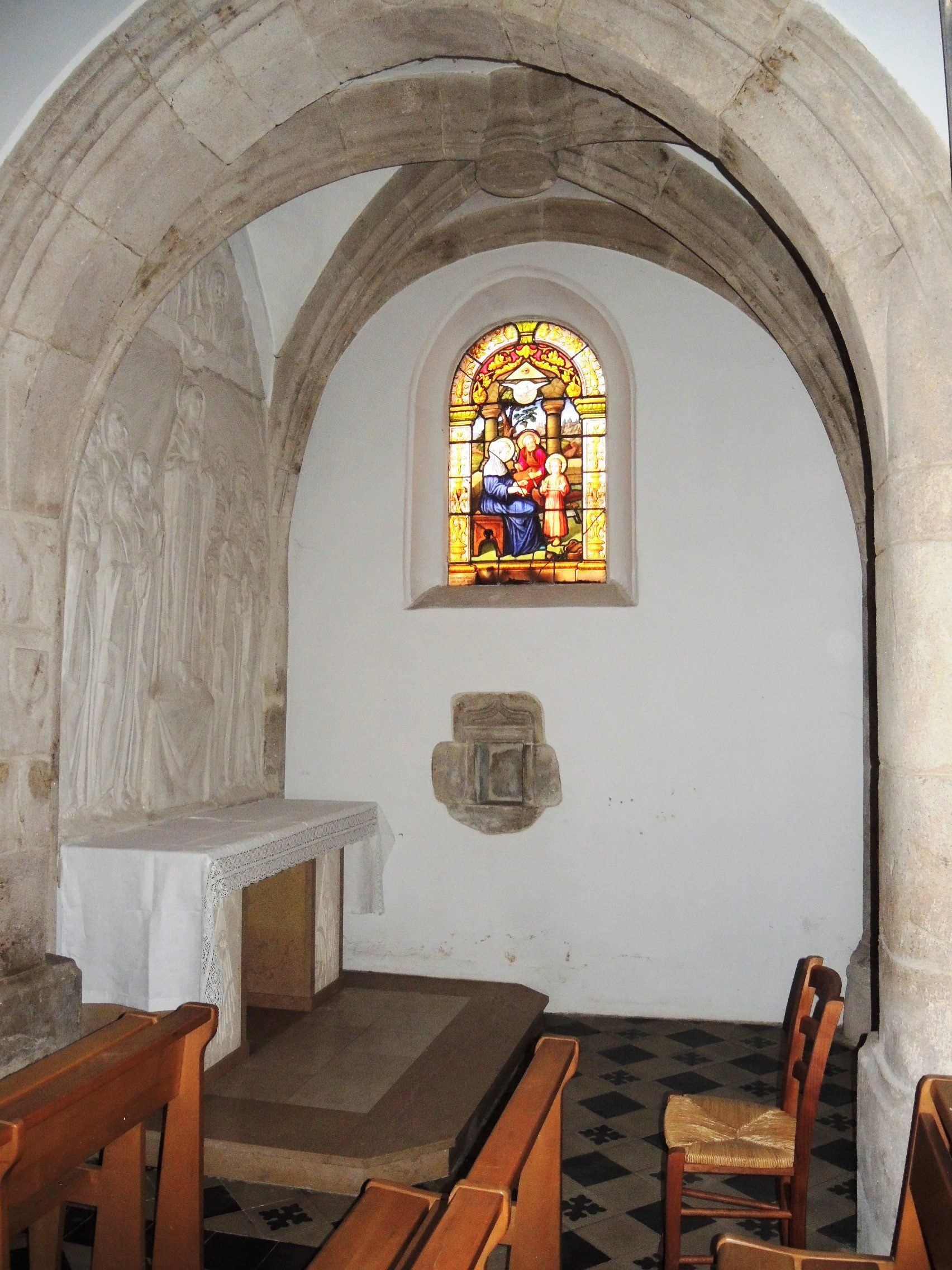
La chapelle gothique.

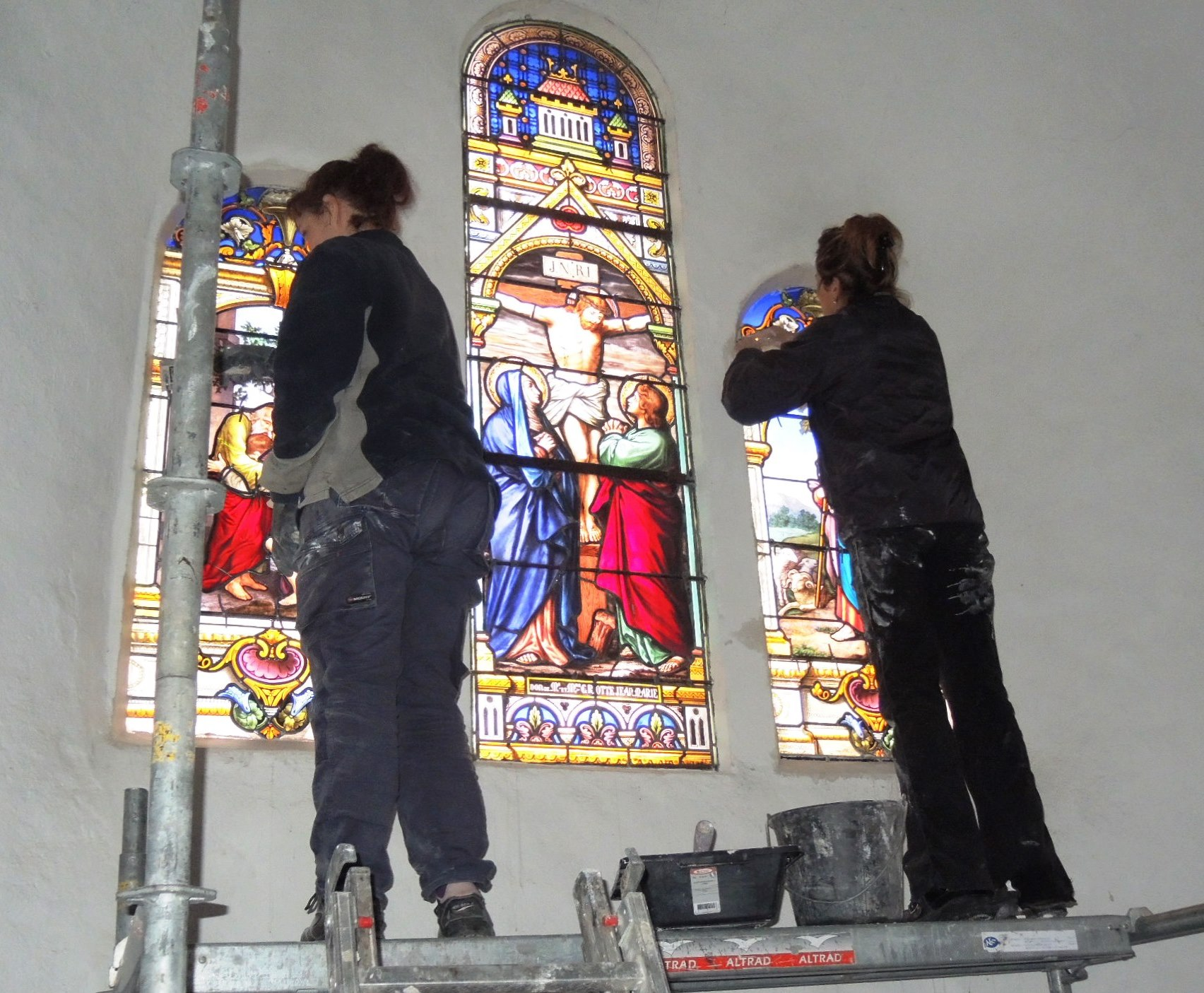
Les vitraux ont été restaurés en 2015.

L'église Saint-Étienne de Charnas comporte deux parties de styles différents. Orientée vers l'est, la nef est relativement haute et étroite, et ouvre sur un transept et un chœur de style roman. Plusieurs traditions font remonter sa construction aux environs de 1760. Le clocher, carré et bâti au-dessus du transept, semble aussi plutôt roman.
Une chapelle de style différent se trouve côté sud, réalisée en style gothique débutant ouvragé avec pierres apparentes. Elle pourrait être tout aussi bien une chapelle plus ancienne ou une chapelle rajoutée par la suite par les seigneurs de Cheymé. Les vitraux de l'église sont modérément anciens, datés pour la plupart de 1879. Mais ils offrent la qualité de peinture et de coloris d'un maître verrier réputé. Ils ont été restaurés en 2015.
À l'extérieur, au nord, les religieux ont fait construire le « puits du prieuré »,.

### Patrimoine naturel
La commune abrite une partie de la zone protégée du Vallon du Limony. D'une superficie de 129 hectares, elle est classée zone naturelle d'intérêt écologique, faunistique et floristique (ZNIEFF). Le vallon du Limony, fortement encaissé avant son débouché sur la plaine rhodanienne, abrite notamment le Crapaud accoucheur, et constitue également le terrain de chasse du Busard Saint-Martin. Entre autres rapaces, le Circaète Jean-le-Blanc et le Milan noir installent leurs nids dans les arbres des pentes.
Plusieurs itinéraires de Petite Randonnée sont balisés sur la commune : traversée du plateau et descente sur les coteaux du Rhône.

### Héraldique
|  | Charnas possède des armoiries dont l'origine et le blasonnement exact ne sont pas disponibles. |

### Sources
- Articles de François Bassaget dans le Dauphiné libéré du jeudi 30 juillet 2015.